# Strada europea E844
La strada europea E844 è una strada di classe B il cui percorso si trova completamente in territorio italiano.
Collega Firmo, dall'ingresso autostradale omonimo con l’A2 del Mediterraneo, parte dell'itinerario E45, con Sibari, intersecandosi sulla SS106 Jonica, parte della strada europea E90.

## Percorso
| E844 FIRMO-SIBARI   |        |                  |
| Tipologia           | Tratto | Interconnessioni |
| viabilità ordinaria | SS 534 | Firmo - Sibari   |